# Rhytidanthera sulcata
Rhytidanthera sulcata är en tvåhjärtbladig växtart som beskrevs av Van Tiegh.. Rhytidanthera sulcata ingår i släktet Rhytidanthera och familjen Ochnaceae. Inga underarter finns listade i Catalogue of Life.